# Гладых, Болеслав
Боле́слав Ми́хал Гла́дых (Гладич) (пол. Bolesław Michal Gładych;17 мая 1918, Варшава, Польша — 12 июля 2011, Сиэтл, США) — польский военный лётчик, третий по результативности польский ас Второй мировой войны.

## Биография
Родился 17 мая 1918 года в Варшаве.

### Военная карьера

#### Воздушные силы Польши
В начале 1938 года Гладых был принят в Высшую школу офицеров воздушных сил (пол. Wyższa Szkoła Oficerska Sił Powietrznych) в Демблине. Не закончив полный цикл обучения, в 1939 году начал тренировки на боевых польских самолётах PWS-10, PZL P.7 и PZL P.11. С началом Второй мировой войны попал в плен, находился в румынском лагере для интернированных в городе Дробета-Турну-Северин, откуда бежал во Францию. 

#### Военно-воздушные силы Франции
Во Франции Болеслав Гладых присоединился к созданной незадолго до этого польской эскадрилье Groupe de Chasse Polonaise de Varsovie, GC I/145, предназначенной для участия в Советско-финской войне. Оснащённая французскими самолётами Caudron C.714, эскадрилья провела несколько операций в этой войне. 10 июня 1940 года польский пилот провёл бой с немецким истребителем Messerschmitt Bf.109 — это была его первая «встреча» с немецкими Люфтваффе. Считается, что Гладых одержал несколько побед в воздухе в составе ВВС Франции, хотя это не подтверждено документально.

#### Королевские военно-воздушные силы Великобритании
В 1940 году Гладых перебрался в Великобританию, служил в знаменитой польской истребительной эскадрилье No. 303 Polish Fighter Squadron (имени Тадеуша Костюшко). Выполнял боевые вылеты на английских самолётах Spitfire. В 1941 году был переведён в эскадрилью No. 302 Polish Fighter Squadron («Познанская») и в мае следующего года стал лейтенантом. Службу в ВВС Великобритании Болеслав Гладых завершил в конце 1943 года. Согласно легенде, это произошло после того, как он по ошибке едва не сбил самолёт премьер-министра Черчилля.

#### Военно-воздушные силы США
В январе 1944 года, вместе с другим польским пилотом — Витольдом Лановским (англ. Witold Lanowski), Гладых был прикомандирован к 56-й истребительной группе (англ. 56th Operations Group) ВВС США, летал на самолёте P-47. По приглашению американского пилота — майора Фрэнсиса Габрески (англ. Francis Stanley Gabreski), в звании капитана служил в 56-й истребительной эскадрилье. Здесь он не только выполнял боевые вылеты, но и занимался подготовкой молодых пилотов. Затем вместе с Габрески был направлен в 61-ю истребительную эскадрилью.
Когда властям Польши стало известно о службе в ВВС США польских пилотов, они пытались угрозами заставить их вернуться в ВВС Польши. Но в конце концов польское правительство дало добро, считая их службу как командировку от польских ВВС. Болеслав Гладых стал командиром эскадрильи и был возведён в чин майора американских ВВС. Он стал ведущей фигурой среди шести польских пилотов, служивших в 61-й истребительной эскадрилье, и единственным из них пережил войну.
Самолёт Гладыха P-47 имел собственное имя «Pengie», как ник его подруги, служившей в Women's Auxiliary Air Force. На левой стороне капота двигателя его самолёта был изображён пингвин. За свою карьеру боевого пилота Болеслав Гладых сбил лично 17 самолётов противника, из них 10 — на P-47. Кроме того, он претендовал на 2 вероятно уничтоженных самолёта, а также на один повреждённый в группе.

### Послевоенная жизнь
Жизнь после войны была насыщена многими событиями. Гладых якобы был замешан в деятельности чёрного (контрабандного) рынка в Европе и в начале 1950-х годов был завербован ЦРУ, принимал участие в американском проекте Project ARTICHOKE. Его брат, участник Польского сопротивления, находился в немецком лагере для военнопленных в Австрии, который был освобождён советскими войсками в 1945 году. Зная, что многие бойцы Польского сопротивления, попав в руки Советов, были депортированы в Сибирь, Болеслав использовал свой статус военного ВВС США, чтобы вызволить брата из лагеря и переправить его на Запад. Сам Болеслав эмигрировал в США, осел в Сиэтле, штат Вашингтон. Стал гражданином США; учился, получил степень доктора философии. До самой смерти жил в Сиэтле, практиковал психотерапию, занимался йогой (йога-нидра) и её терапевтическим влиянием. 
Умер Болеслав Гладых 12 июля 2011 года в Сиэтле. Его жена Элизабет («Pengie») умерла в 2008 году. В семье была дочь Сюзанна.
Портрет польского лётчика-аса изображён на самолете Миг-29 № 115 польской 23-й военной авиабазы (пол. 23 Baza Lotnictwa Taktycznego), расположенной в 6 км к востоку от города Миньск-Мазовецки.

## Награды
- Награждён орденом Virtuti Militari, Крестом Храбрых (трижды), британским Крестом «За выдающиеся лётные заслуги», а также американскими наградами.